# Letícia Palmeira
Letícia Palmeira (São Paulo, 1976) é uma escritora brasileira.  

## Biografia
Radicada em João Pessoa, graduou-se em Letras pela UFPB. Publicou em 2009 seu primeiro livro, Artesã de Ilusórios, em que reuniu contos, crônicas e poesias. Estreou no romance em 2015, com Sol e Névoa. Sua obra põe em relevo os problemas da mulher no mundo atual. Organizou a coletânea Ventre Urbano, a primeira a publicar somente contos escritos por autoras paraibanas. 

## Obras
- 2009 - Artesã de Ilusórios (EDUFPB)
- 2011 - Sinfônica Adulterada (Multifoco)
- 2013 - Diário Bordô e Outras Pequenas Vastidões (Multifoco)
- 2015 - Sol e Névoa (Penalux)
- 2016 - A Obscena Necessidade do Verbo (Penalux)
- 2016 - Ventre Urbano (Penalux)
- 2017 - O Porta-Retrato (Penalux)
- 2018 - Não Temos Wi-Fi (Penalux)
- 2018 - A Química entre Nós (Amazon)